# Curentul Magellanic

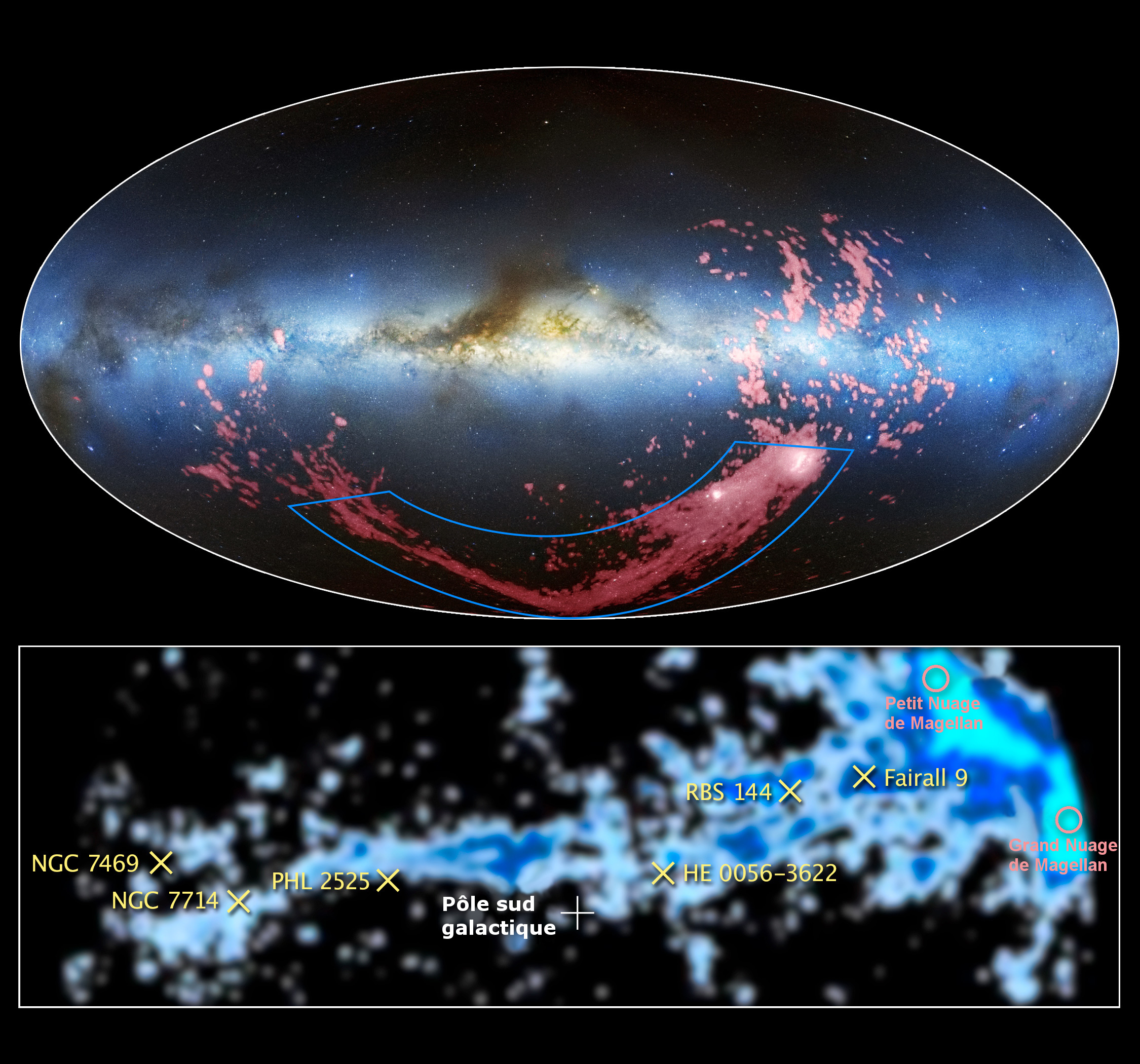
Imaginea de sus — Curentul Magellanic și Norii lui Magellan (în roșu) și Calea Lactee (bleu-alb).
Imaginea de jos — Mărire a imaginii Curentului Magellanic.

În astronomie, Curentul Magellanic (denumit și Curentul lui Magellan) este denumirea dată podului de materie situat în siajul Norilor lui Magellan, galaxii-satelit ale Căii Lactee. Această structură se întinde pe circa 140 de grade pe sfera cerească. Curentul Magellanic este compus îndeosebi din gaz H I, adică din hidrogen atomic neutru (neionizat), un tip de gaz detectat prin linia de emisie de 21 de centimetri.
Mecanismul exact de formare a curentului magelanic este încă nesigur, deși pare evident că forțele mareice acționează între cele două mici galaxii satelit și/sau Calea Lactee este cauza. Studierea sa permite să se reconstituie o parte din istoria interacțiunilor dintre nori și Galaxia Noastră.

## Observații

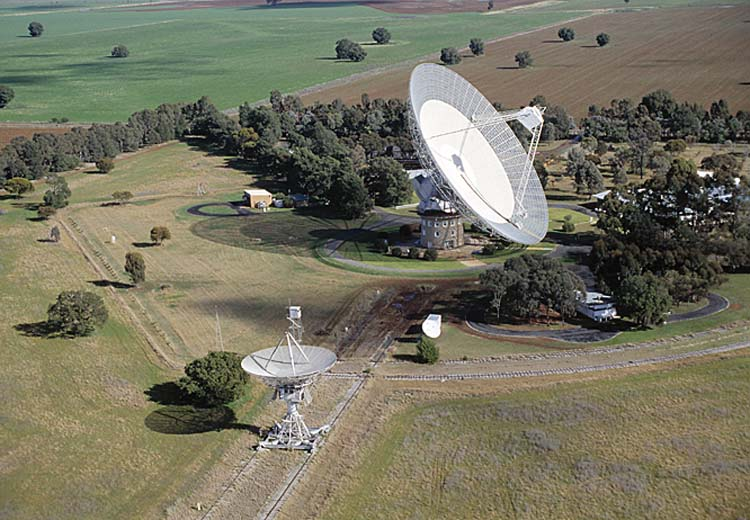
Observatorul din Parkes, unde D.S. Mathewson și colaboratorii săi au detectat o extensie a norului descoperit de Wannier și Wrixon.

În 1965, astronomii P. Wannier și G. T. Wrixon au publicat, în The Astrophysical Journal, descoperirea unui nor de gaz H I cu o viteză anormală în regiunea Norilor lui Magellan, în apropierea Polului sud galactic. Întinzându-se pe cer pe mai puțin de 180 de grade sau 140 de grade dacă se exclud norii de mare viteză (în engleză High-velocity cloud), viteza sa, de ordinul a 400 de kilometri pe secundă, este mult mai mare decât viteza Căii Lactee.
Acest nor de gaz nu a fost asociat imediat cu Norii din Magellan, deoarece oamenii de știință s-au întreabat dacă gazul emană din ele sau dacă provine dintr-o sursă externă. Într-adevăr, Wannier și Wrixon nu au avut informații cu privire la distanța norului și nu au fost capabili să îl cartografieze.
Legătura cu Norii lui Magellan a fost stabilită în 1974 de către D. S. Mathewson și colaboratorii săi, care au detectat, grație radiotelescopului de 18 metri de la Observatorul de la Parkes, o extensie a norului descoperit de Wannier și Wrixon. Ei au denumit această structură Curent Magellanic (Magellanic Stream).

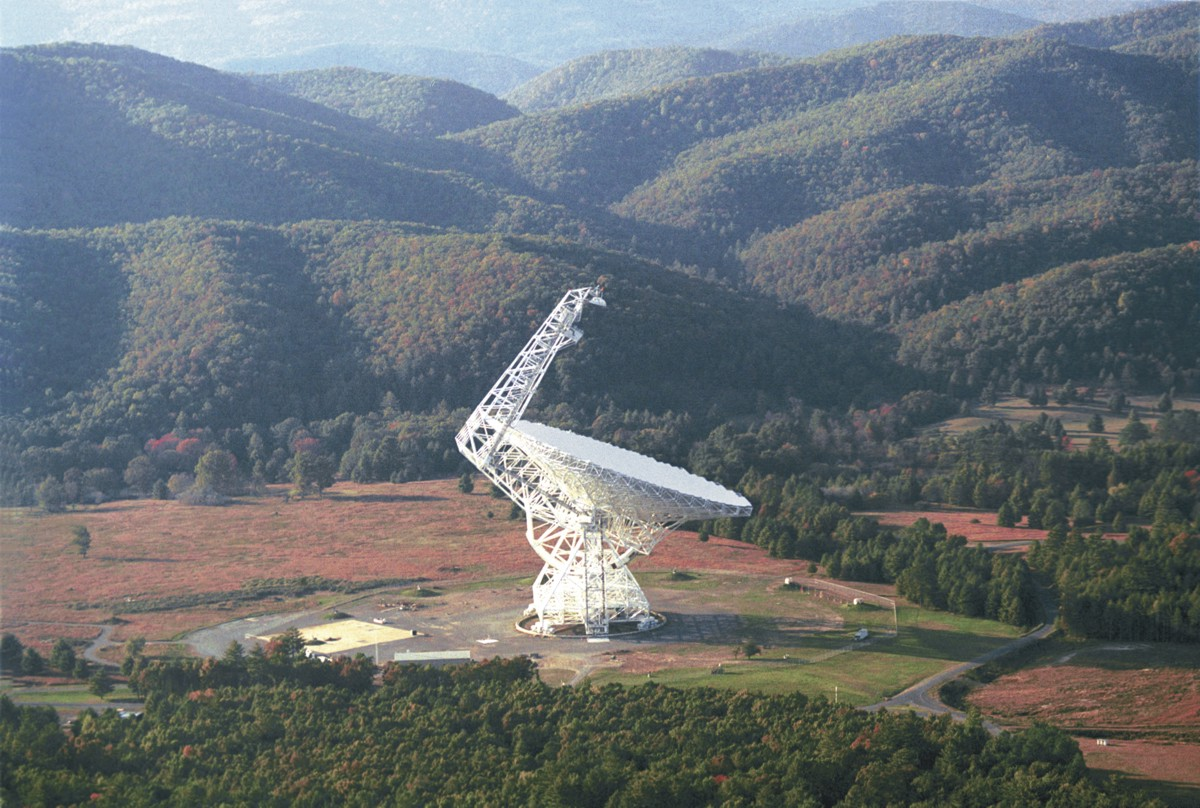
Radiotelescopul de de la Greenbank în Virginia-Occidentală (Statele Unite ale Americii).

În ianuarie 2010, adică 35 de ani mai târziu, la întrunirea Uniunii Americane de Astronomie (AAS), David Nidever, de la Universitatea din Virginia, a afirmat că acest curent ar fi mai lung decât se stabilise în prealabil. Într-adevăr, la o distanță de circa 180.000 de ani-lumină de Calea Lactee, Curentul Magellanic ar acoperi o distanță de 600.000 de ani-lumină.
Această talie mai mare face plauzibilă ipoteza formării Curentului Magellanic în momentul în care cei doi nori ai lui Magellan au trecut aproape unul de celălalt, în urmă cu vreo 2,5 miliarde de ani, creând o tresărire de formare a stelelor.